# 哥哥的前半生

《哥哥的前半生張國榮入門三十首》是華星唱片在1996年推出的一張張國榮精選專輯。

## 簡介
專輯主張收錄張國榮在華星唱片時代的經典歌曲。張在八十年代初加盟華星後，事業一帆風順，成為一代巨星。從華星時代的第一張專輯《風繼續吹》到最後一張《愛慕》,都為奠定張國榮在樂壇的巨星地位起了很大作用。

## 曲目
- disc 1

1. 為你鍾情
2. 風繼續吹
3. Monica
4. 柔情蜜意
5. 誰令你心痴
6. 當年情
7. 黑色午夜
8. 我願意
9. 不羈的風
10. 一片痴
11. 少女心事
12. 分手
13. 片段
14. 戀愛交叉
15. 只怕不再遇上

- disc 2

1. 有誰共鳴
2. 儂本多情
3. Stand Up
4. 痴心的我
5. 緣份
6. 愛慕
7. 打開信箱
8. 不怕寂寞
9. 藍色憂鬱
10. 全賴有你
11. 默默向上游
12. 始終會行運
13. 第一次
14. 迷惑我
15. H20